# Golfo de Yeniséi
El golfo del Yeniséi (en ruso, Енисейский залив) es un gran y largo estuario a través del que el río Yeniséi desemboca en el mar de Kara, en el océano Ártico. 
El golfo del Yeniséi y todas sus islas, pertenecen al krai de Krasnoyarsk, una división administrativa de la Federación de Rusia y es parte de la «Reserva natural Gran ártico», la mayor reserva natural de Rusia.

## Geografía
El golfo del Yeniséi está formado por un ensanchamiento del río, de una media de 50 km hasta 250 km, en una dirección aproximadamente norte-sur, entre una latitud de 70°30' N en la zona alrededor del asentamiento de Munguy, al norte de la ciudad de Dudinka. El conjunto de la región del bajo Yeniséi es sombría y poco habitada, y los asentamientos se construyen en suelo permafrost. No hay vegetación, excepto musgos, líquenes y algunas hierbas. 
La boca del golfo Yeniséi se encuentra aproximadamente a 72°30'N, en la zona de la isla Sibiriakov, en el mar de Kara. 
En el golfo del Yeniséi, además del río Yeniséi, desaguan directamente otros ríos, siendo el más importante el río Bolshaya Jeta, con una longitud de 646 km y una cuenca de 20.700 km².

### Islas
- El río Yeniséi tiene algunos bajíos, islas de baja altitud en su extremo sur, las islas Brejóvskie (Бреховские острова) (70°30′N 82°45′E / 70.500, 82.750). Están localizadas donde el río desemboca en el estuario. Esta zona está rodeada por lagos y pantanos y tiene muchos brazos a través de los que ríos menores de la tundra desembocan a través de los humedales en el golfo.

- Más hacia el norte el río Yeniséi se ensancha y se convierte en una clara extensión. Las aguas se convierten en salobres en esta parte del río. Hay tres pequeñas islas situadas casi en medio del golfo, la mayor se denomina Bolshói Kórsakovski (Большой Корсаковский) y tiene 4 km de largo y 1,2 km de ancho. (72°17′N 81°01′E / 72.283, 81.017).

- La isla Krestovski (Остров Крестовский) se encuentra a unos 9 km al NNW, cerca de la orilla oriental del golfo del Yeniséi. Tiene 7,5 km de largo y 1,8 km de ancho. (72°17′N 81°01′E / 72.283, 81.017). Es la más grande de las islas Medvezhi.

## Clima
El tiempo habitual en esta desolada zona es muy severo, con largos y duros inviernos y frecuentes ventiscas y vendavales. El estuario del Yeniséi se congela durante unos nueve meses al año e incluso en verano nunca está muy libre de témpanos de hielo. Durante el invierno las rutas de navegación se mantienen abiertas con rompehielos. 

## Sitio Ramsar de las islas Brekhovsky
Las islas Brekhovsky o Brejóvskie se encuentran en el golfo del río Yeniséi, en Taimiria. Se trata de un conjunto de islas en el inicio del estuario. En 1994 fueron declaradas Sitio Ramsar número 698 (70°30′N 82°45′E) con una extensión de 14.000 km². El inmenso humedal está formado por una red de ríos, corrientes, lagos, islas, llanuras aluviales y terrazas que albergan varios tipos de tundra. El sitio alberga una gran comunidad de aves que crían, mudan y permanecen temporalmente en la zona, en particular, la  barnacla cuellirroja. El estuario es un importante hábitat para el género de peces  Coregonus y el esturión siberiano. Las actividades tradicionales incluyen pesca, cría de remos y caza del zorro ártico. Es una vía fluvial concurrida y la contaminación por petróleo no es rara.